# Branówka
Branówka – część wsi Majdan Zbydniowski w Polsce położona w województwie podkarpackim, w powiecie stalowowolskim, w gminie Zaleszany.
W latach 1975–1998 Branówka administracyjnie należała do województwa tarnobrzeskiego.